# 琅勃拉邦王宮

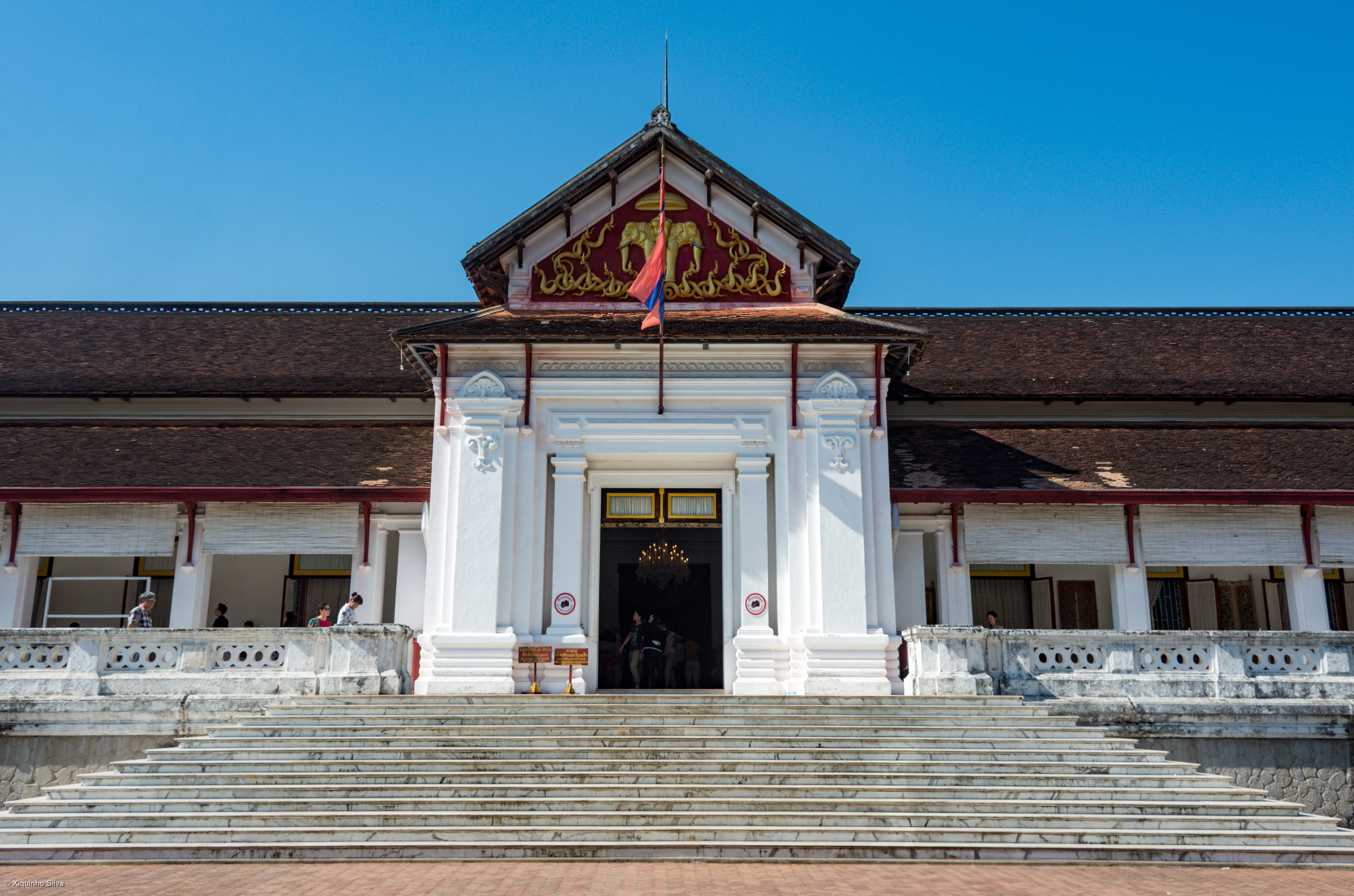
琅勃拉邦王宮

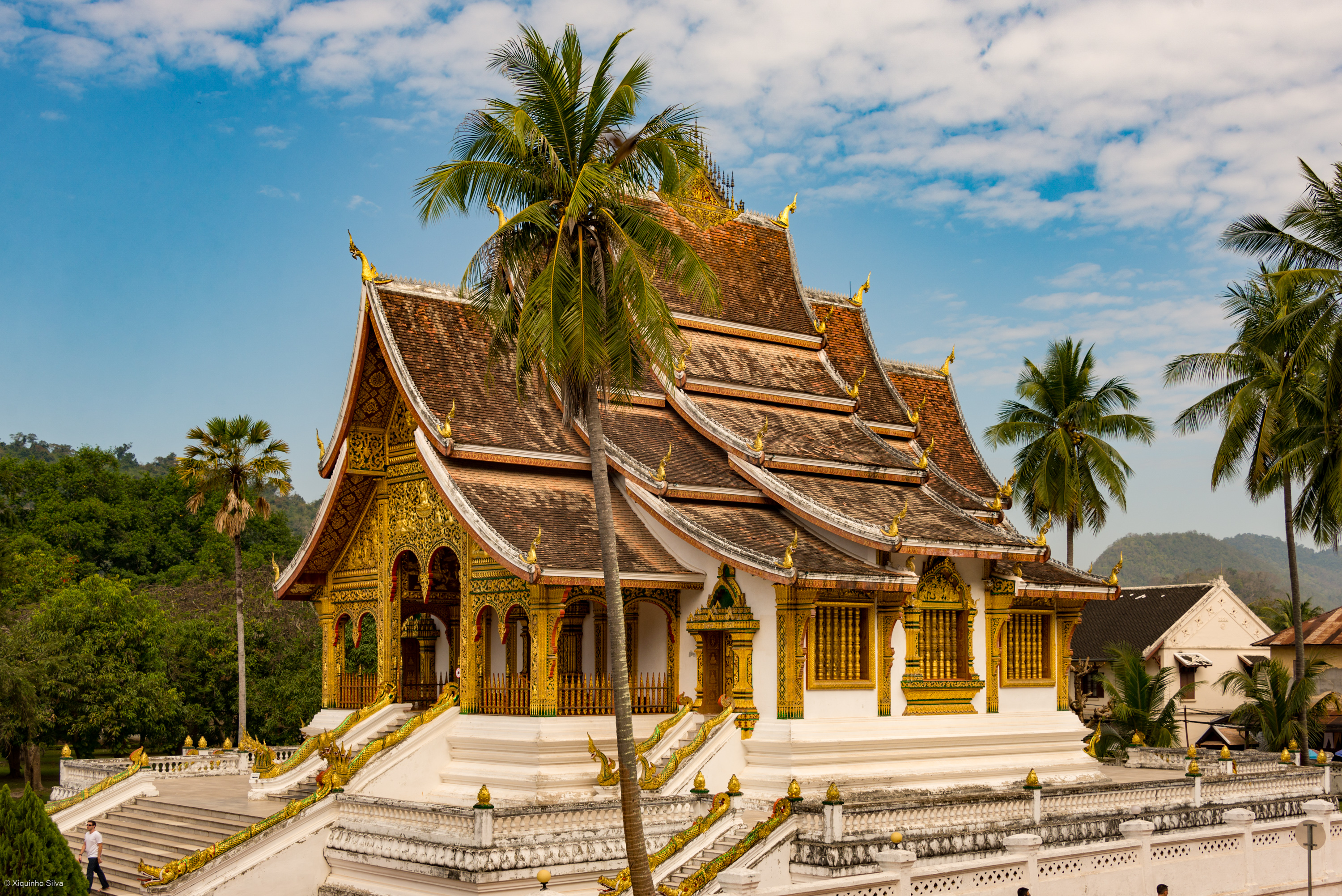
皇宮內的寺廟

琅勃拉邦王宮，是老撾琅勃拉邦王國最後一位國王西萨旺·冯的王宮，建於1904年。國王西薩旺·馮去世後，王儲西萨旺·瓦达纳和他的家人繼承居住，1975年，君主制被老撾人民革命黨推翻，王室被送再教育營勞改，王宮也被改成博物館。
王宮的設計融合老撾建築傳統風格和法國的布雜藝術，入口的上面是神聖的白色陽傘和象徵老撾王國的三頭大象，入口處的梯級由義大利雲石建造，有大廳展出各種皇家宗教物品。入口的右邊是國王的接待室。在王宮右前角的房間，是收藏皇宮的最珍貴的藝術收藏品勃拉邦佛的地方。
在大廳的左側，秘書的會客室有來自緬甸，柬埔寨，泰國，波蘭，匈牙利，俄羅斯，日本，越南，中國，尼泊爾、美國、加拿大和澳洲各國贈與的禮物。

## 图库

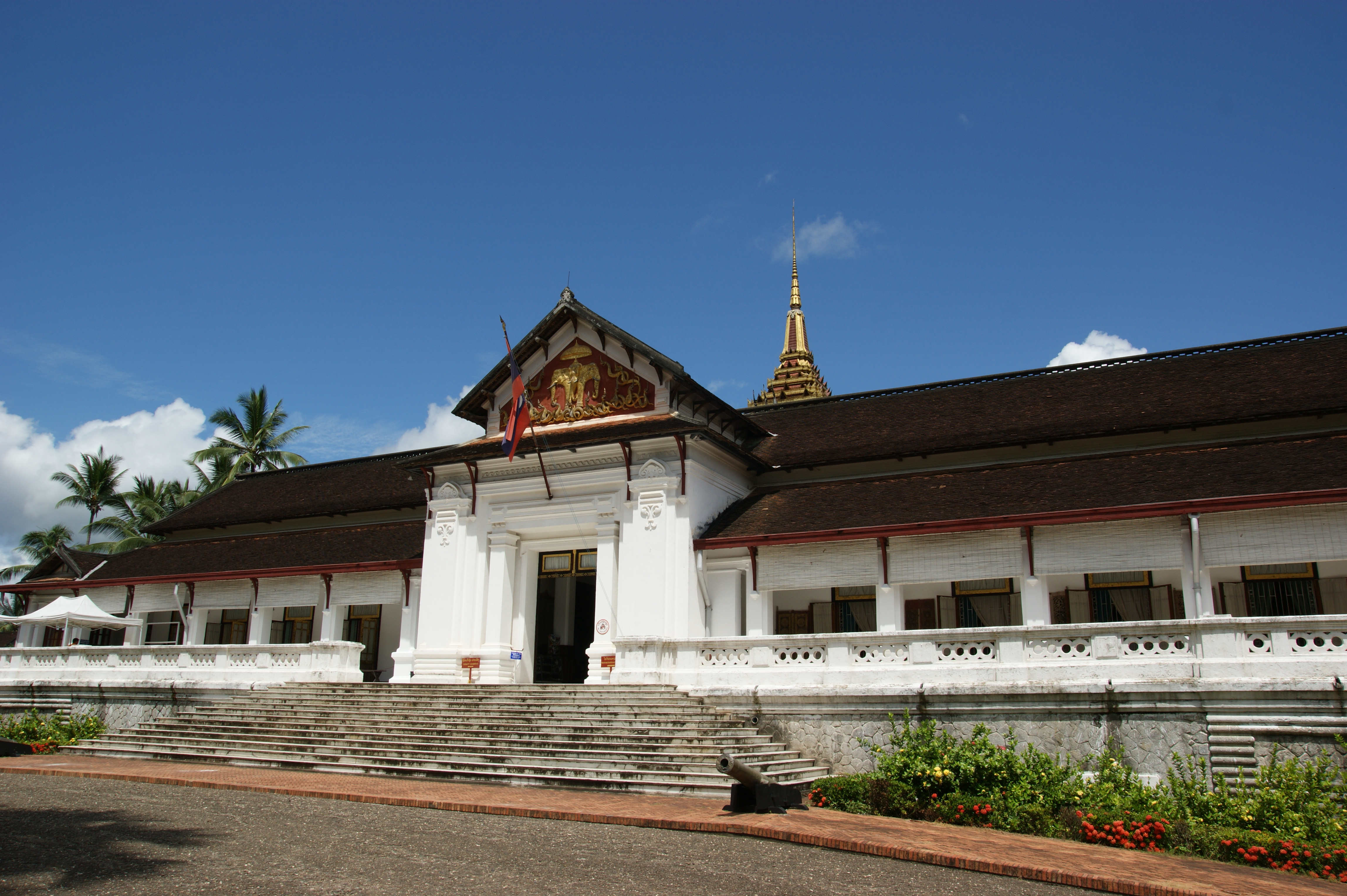
皇宫近面
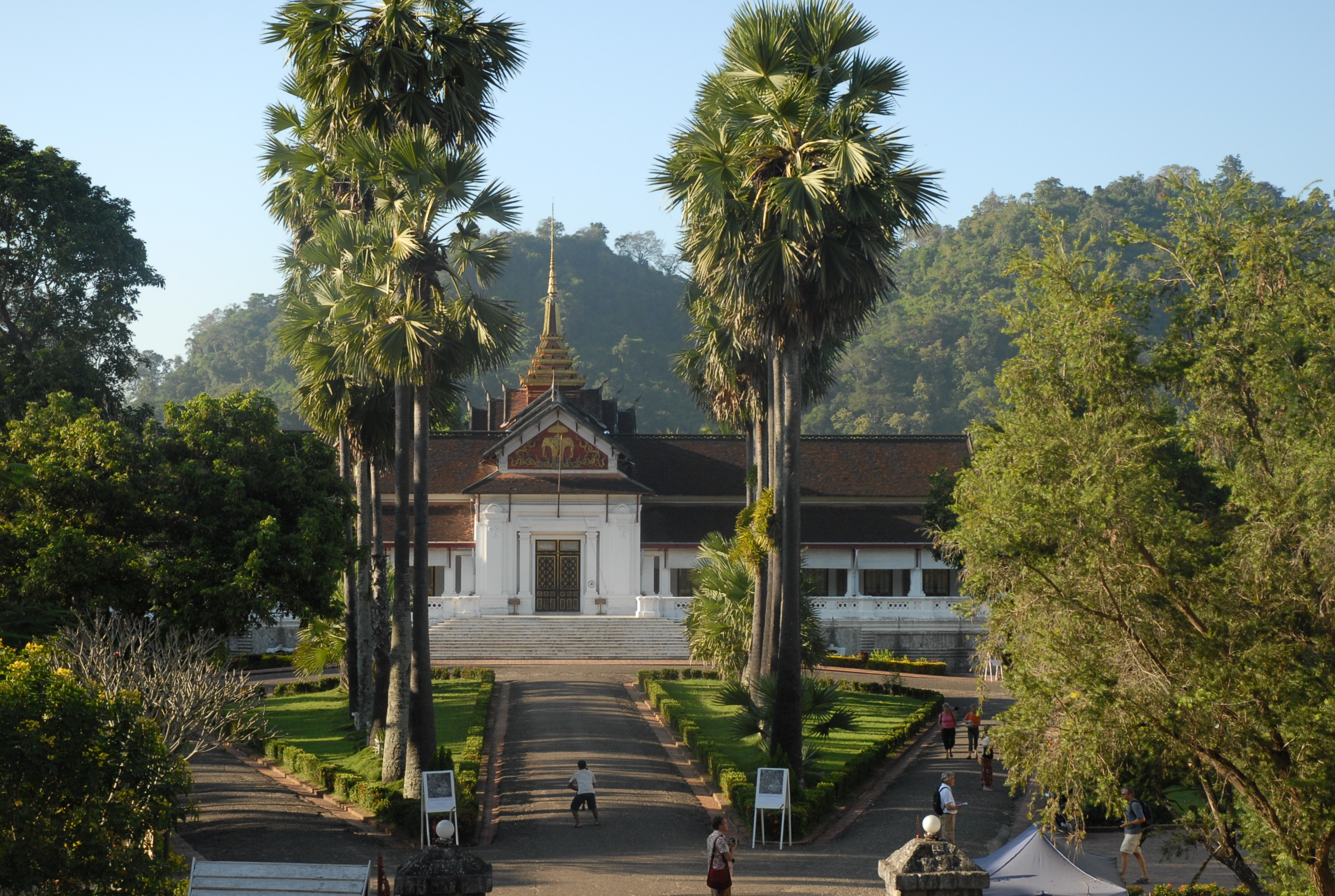
皇宫正面
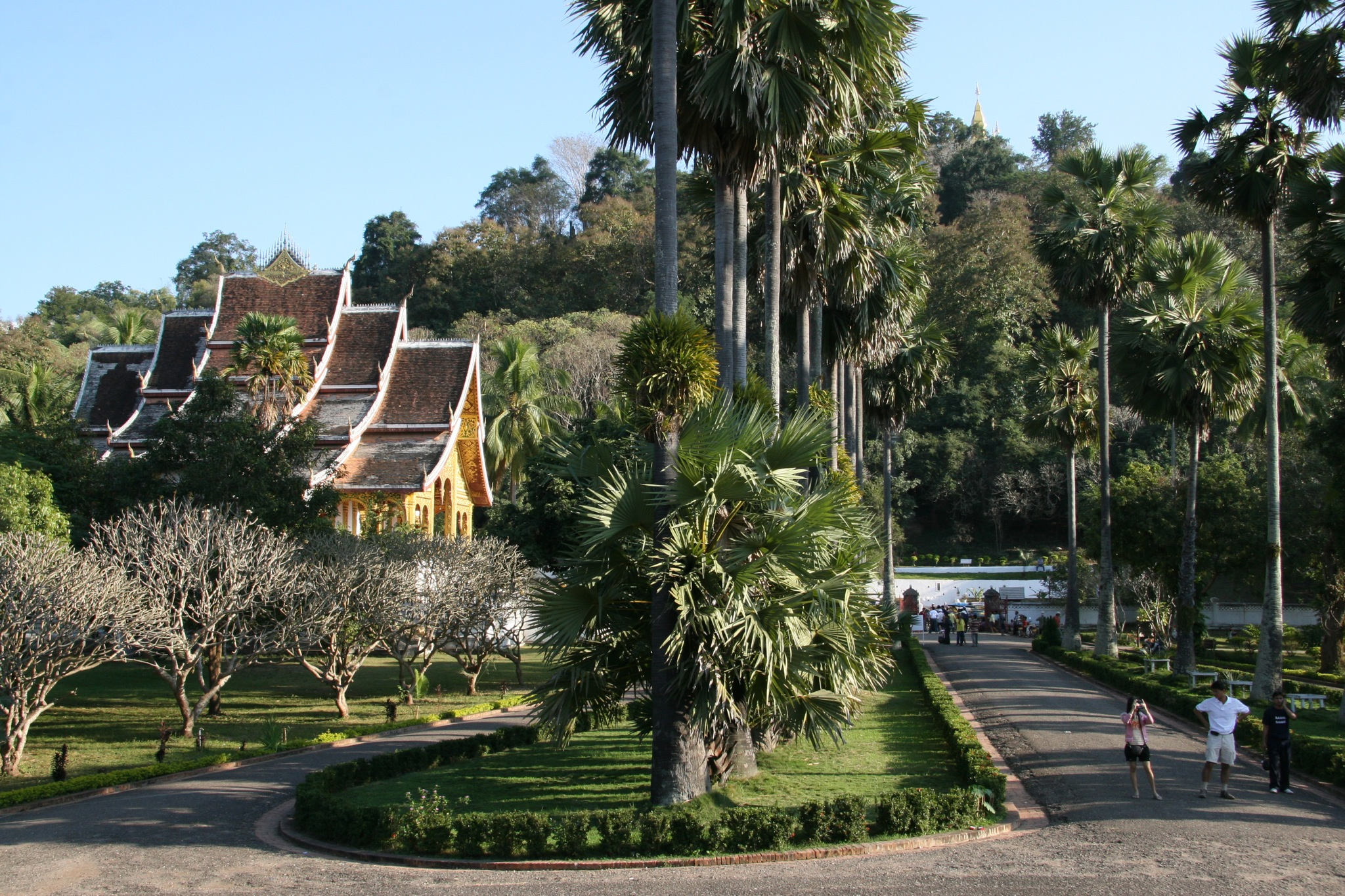
勃拉邦佛
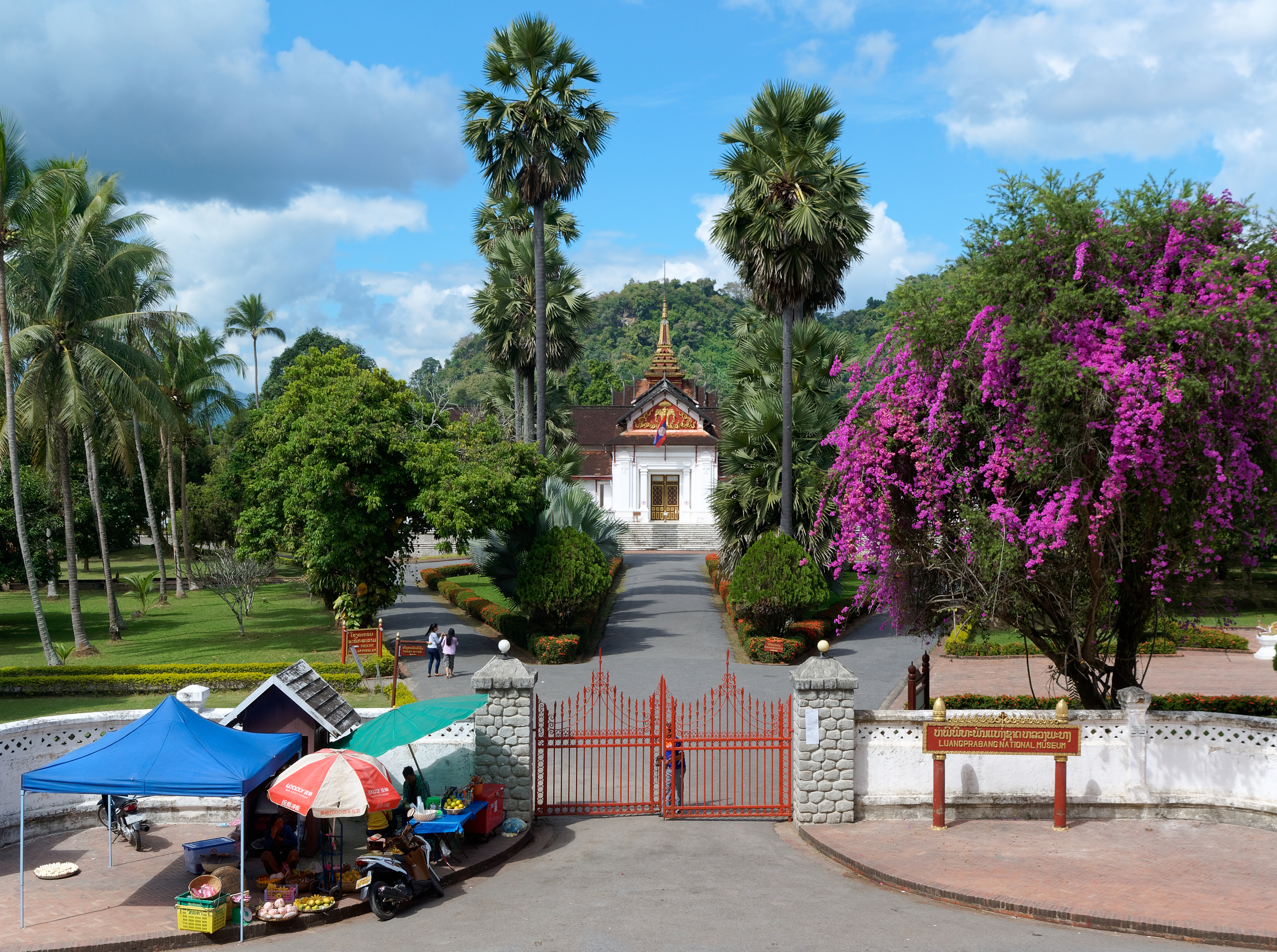
琅勃拉邦国家博物馆
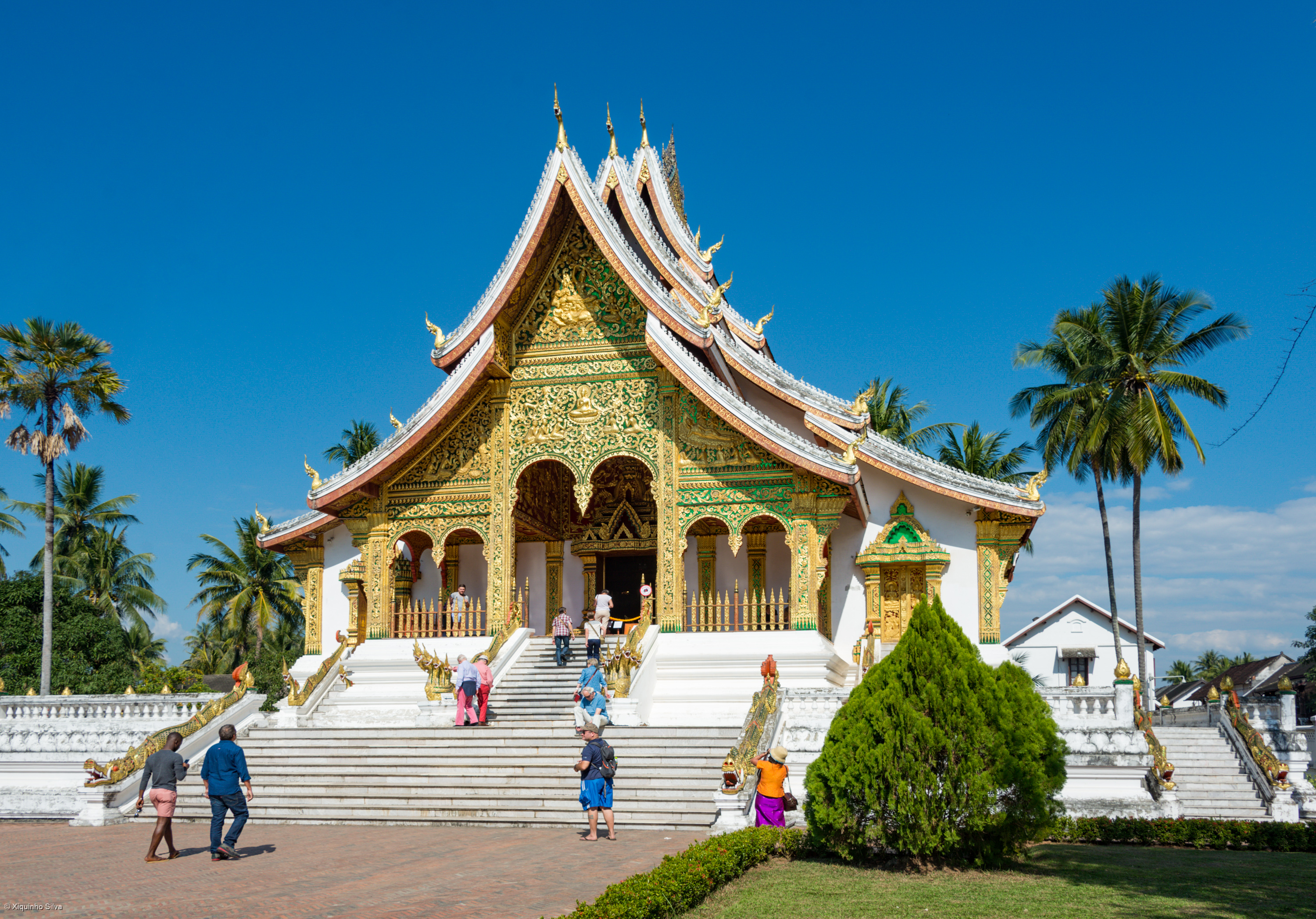
皇宫寺庙
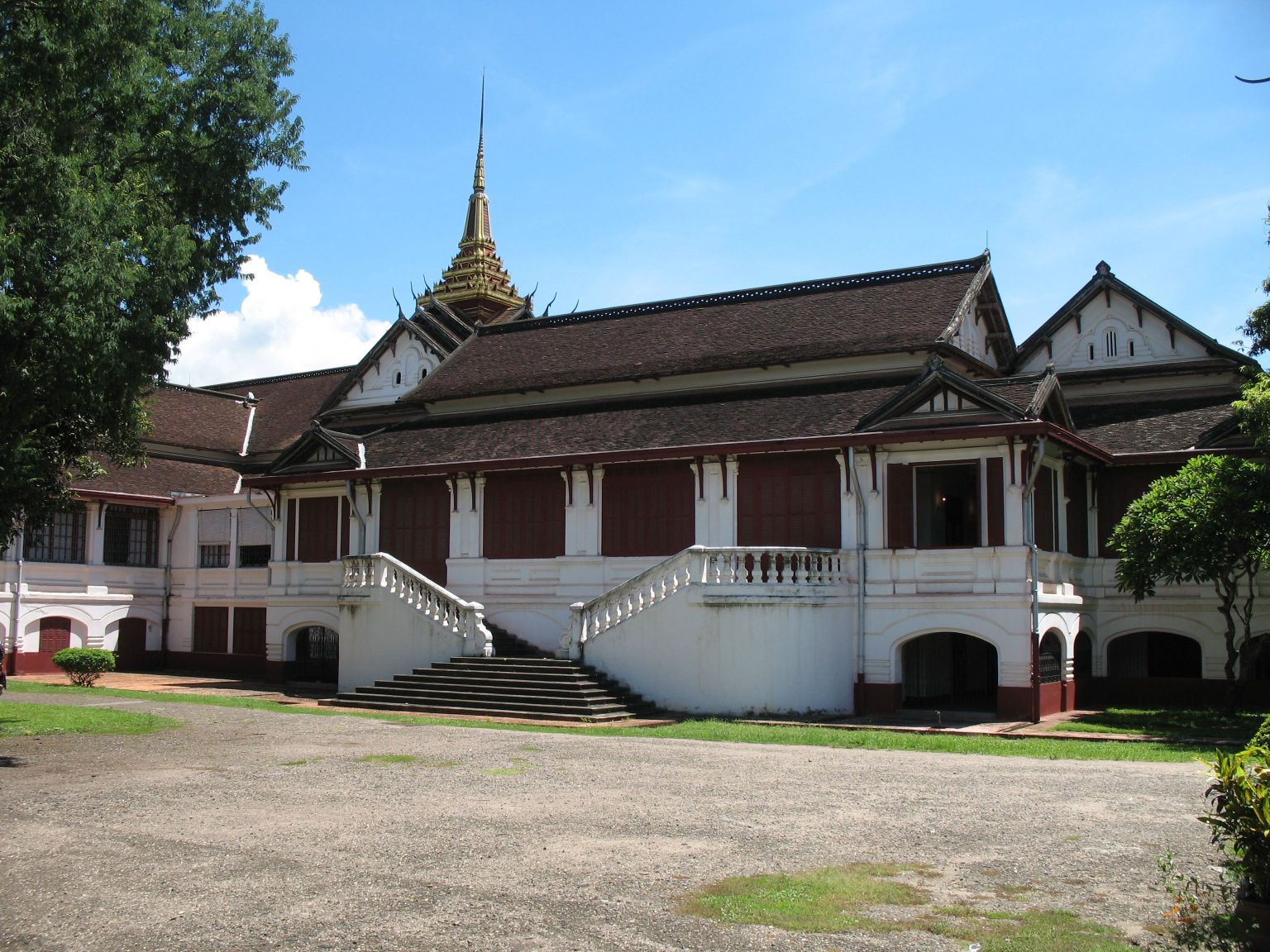
皇宫后面